# Nikolay Ogarev
Nikolay Platonovich Ogarióv ou Ogáriof (06 de dezembro [OS 24 de novembro] 1813 - 12 de junho [OS 31 de maio] 1877), foi um poeta russo, historiador e ativista político. Ele era profundamente crítico das limitações da  Reforma Emancipação de 1861, alegando que os servos não eram livres, mas tinha simplesmente trocado uma forma de servidão por outra.
Ogarev era um companheiro de exílio e colaborador de Alexander Herzen no Kolokol, um jornal impresso na Inglaterra e contrabandeado para a Rússia. Os dois jovens juraram em 1840 que não descansariam até que o seu país estivesse livre; o juramento teria sustentado eles e seus amigos ao longo de muitas crises de suas vidas na Russia e no exterior e foi descrito por Edward Hallett Carr no livro The Romantic Exiles.
Em 1820 foi estudar na Universidade de Moscou, onde ele desenvolveu um trabalho político notável por aderir a um grupo de  socialistas utópicos, resultando em sua prisão e exílio na fazenda de seu pai. Em 1826, ele conheceu e se tornou amigo íntimo de seu parente distante Aleksandr Herzen, com quem ele encontrou de imediato duas coisas em comum, a aversão à monarquia e profunda empatia com as idéias Dezembristas".